# 1974-es bajnokcsapatok Európa-kupája-döntő
Az 1974-es bajnokcsapatok Európa-kupája-döntőben, a BEK 19. döntőjében a nyugatnémet Bayern München, és a spanyol Atlético Madrid mérkőzött Brüsszelben. A döntő hosszabbítás után 1–1-es döntetlennel ért véget, ezért a szabályok szerint újra kellett játszani a mérkőzést. A megismételt mérkőzésen a Bayern München 4–0-ra nyert. Először nyert nyugatnémet csapat BEK-et.
A München részt vehetett volna az 1974-es UEFA-szuperkupa döntőjében, ahol az ellenfele az 1974-es KEK-győztes, keletnémet Magdeburg lett volna. A szuperkupa-döntőt azonban politikai okok miatt nem rendezték meg.

## Eredmények

### A döntő
| 1974. május 15. |

| Bayern München     | 1–1 (h. u.)     | Atlético Madrid |
| ------------------ | --------------- | --------------- |
| Schwarzenbeck 119' | (0–0, 0–0, 0–0) | Aragonés 114'   |

| Heysel Stadion, Brüsszel Nézőszám: 48 722 Játékvezető: Vital Loraux (belga) |

| Bayern München | Atlético Madrid |

| BAYERN MÜNCHEN: |    |                          |     |
|                 |    |                          |     |
| GK              | 1  | Sepp Maier               |     |
| DF              | 2  | Johnny Hansen            |     |
| DF              | 3  | Paul Breitner            |     |
| DF              | 4  | Hans-Georg Schwarzenbeck |     |
| DF              | 5  | Franz Beckenbauer        |     |
| MF              | 6  | Franz Roth               |     |
| MF              | 7  | Conny Torstensson        | 76' |
| MF              | 8  | Rainer Zobel             |     |
| FW              | 9  | Gerd Müller              |     |
| FW              | 10 | Uli Hoeneß               |     |
| MF              | 11 | Jupp Kapellmann          |     |
| Cserék:         |    |                          |     |
| MF              | 12 | Bernd Dürnberger         | 76' |
| Vezetőedző:     |    |                          |     |
| Udo Lattek      |    |                          |     |

| ATLÉTICO MADRID:    |    |                        |           |     |
|                     |    |                        |           |     |
| GK                  | 1  | Miguel Reina           |           |     |
| DF                  | 2  | Francisco Delgado Melo |           |     |
| DF                  | 3  | José Luis Capón        |           |     |
| DF                  | 4  | Adelardo Rodríguez     |           |     |
| DF                  | 5  | Ramón Heredia          |           |     |
| MF                  | 6  | Luis Aragonés          |           |     |
| MF                  | 7  | Eusebio Bejarano       |           |     |
| MF                  | 8  | Javier Irureta         | Sárga lap |     |
| MF                  | 9  | José Ufarte            |           | 69' |
| FW                  | 10 | José Eulogio Gárate    |           |     |
| FW                  | 11 | Ignacio Salcedo        |           | 90' |
| Cserék:             |    |                        |           |     |
| MF                  | 12 | Heraldo Bezerra        |           | 69' |
| FW                  | 14 | Alberto Fernández      |           | 90' |
| Vezetőedző:         |    |                        |           |     |
| Juan Carlos Lorenzo |    |                        |           |     |

### Megismételt döntő
| 1974. május 17. |

| Bayern München                | 4–0   | Atlético Madrid |
| ----------------------------- | ----- | --------------- |
| Hoeneß 28' 83' Müller 58' 71' | (1–0) |                 |

| Heysel Stadion, Brüsszel Nézőszám: 23 325 Játékvezető: Alfred Delcourt (belga) |

| BAYERN MÜNCHEN: |    |                          |           |
|                 |    |                          |           |
| GK              | 1  | Sepp Maier               |           |
| DF              | 2  | Johnny Hansen            |           |
| DF              | 3  | Paul Breitner            |           |
| DF              | 4  | Hans-Georg Schwarzenbeck |           |
| DF              | 5  | Franz Beckenbauer        |           |
| MF              | 6  | Franz Roth               |           |
| MF              | 7  | Conny Torstensson        |           |
| MF              | 8  | Rainer Zobel             |           |
| FW              | 9  | Gerd Müller              | Sárga lap |
| FW              | 10 | Uli Hoeneß               |           |
| MF              | 11 | Jupp Kapellmann          |           |
| Vezetőedző:     |    |                          |           |
| Udo Lattek      |    |                          |           |

| ATLÉTICO MADRID:    |    |                        |           |     |
|                     |    |                        |           |     |
| GK                  | 1  | Miguel Reina           |           |     |
| DF                  | 2  | Francisco Delgado Melo |           |     |
| DF                  | 3  | José Luis Capón        |           |     |
| DF                  | 4  | Adelardo Rodríguez     |           | 61' |
| DF                  | 5  | Ramón Heredia          |           |     |
| MF                  | 6  | Luis Aragonés          |           |     |
| MF                  | 7  | Eusebio Bejarano       | Sárga lap |     |
| MF                  | 8  | Heraldo Bezerra        |           |     |
| FW                  | 9  | Alberto Fernández      |           | 65' |
| FW                  | 10 | José Eulogio Gárate    |           |     |
| FW                  | 11 | Ignacio Salcedo        |           |     |
| Cserék:             |    |                        |           |     |
| MF                  | 12 | Domingo Benegas        | Sárga lap | 61' |
| FW                  | 14 | José Ufarte            |           | 65' |
| Vezetőedző:         |    |                        |           |     |
| Juan Carlos Lorenzo |    |                        |           |     |

| Az 1973–74-es bajnokcsapatok Európa-kupájának győztese |
| Bayern München 1. cím                                  |
| ← 1972–73 Ajax                                         |
| Bayern München 1974–75 →                               |